# آزابو

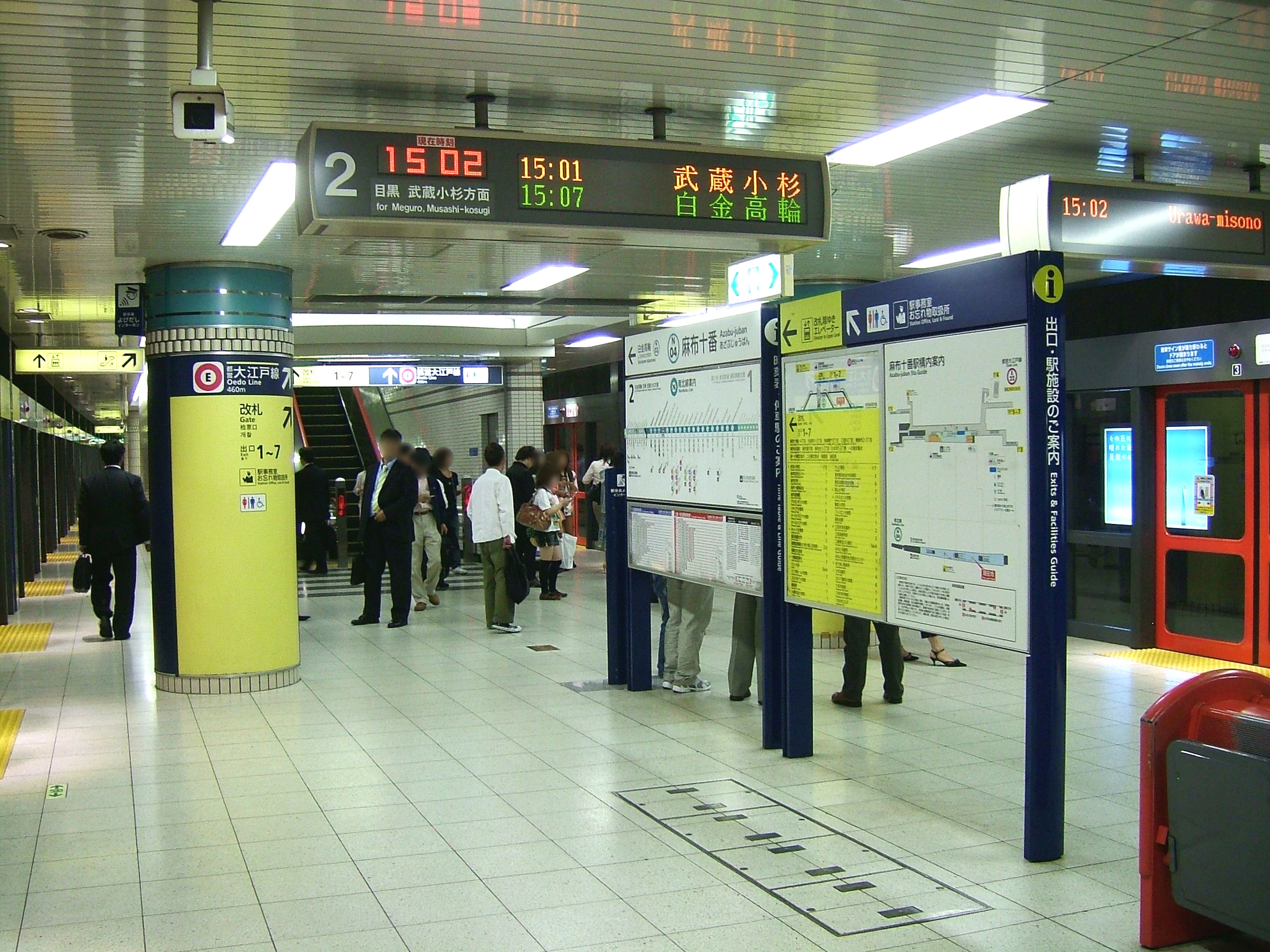
ایستگاه آزابو جوبان

آزابو (به ژاپنی: 麻布 Azabu) یکی از محله‌های توکیو پایتخت ژاپن و مرُفه‌نشین‌ترین محله توکیو است. آزابو در منطقهٔ میناتو واقع شده‌است. آزابو به ۹ منطقهٔ آزابو–جوبان، آزابودای، آزابو–ناگاساکاچو، آزابو–مامیانچو، نیشی–آزابو، هیگاشی–آزابو، مینامی–آزابو، موتو–آزابو و روپونگی تقسیم می‌شود. این منطقه به‌نام گران‌ترین منطقهٔ مسکونی توکیو شناخته شده‌است.

## سفارت‌های واقع در آزابو
سفارت‌های بسیاری در آزابو قرار دارند.
- آرژانتین
- ایران
- اوکراین
- استرالیا

- غنا
- کره جنوبی
- یونان
- سویس
- اسلواکی

- جمهوری خلق چین
- آلمان
- نروژ
- پاکستان
- فنلاند

- فرانسه
- ماداگاسکار
- لائوس
- رومانی
- روسیه